# Cò ke (nhạc cụ)

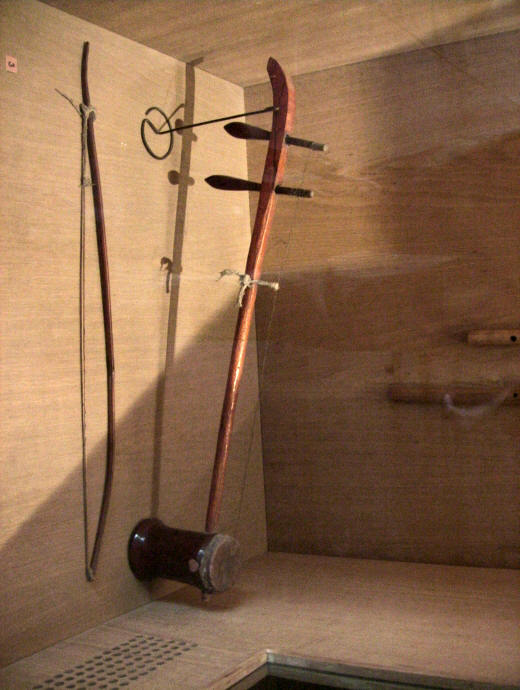
Cò ke.

Cò ke  là đàn nhị của dân tộc Mường.
Nó có cần đàn làm bằng một đoạn tay tre uốn thẳng, cắm xuyên qua một đoạn tre rỗng suốt hai đầu. Đầu trên của cần đàn có lỗ để cắm trục chỉnh dây. Phía trước của đoạn ống được bịt bằng một mảnh mo măng tre hoặc một tấm da ếch, da trăn hay da rắn, giúp ống trở thành bộ phận tăng âm. Cò ke có hai dây đàn bằng xơ dứa hoặc tơ tằm se, vuốt lá khoai. Người ta chỉnh hai dây cách nhau một quãng bốn hoặc năm.
Cung kéo là một miếng cật nứa được kéo cong lại bằng một túm xơ dừa hay lông đuôi ngựa. Cung kéo này nằm rời khỏi dây đàn, không bôi nhựa thông nhằm tăng thêm độ ma xát. Trước khi chơi nhạc cụ này, người ta nhúng túm xơ dừa hoặc lông đuôi ngựa vào nước. Trong lúc diễn, nếu thấy túm xơ dừa hay lông đuôi ngựa bị khô, họ nhúng nước lã vào để làm ướt trở lại.
Âm thanh của cò ke không chuẩn vì dây mắc khá cao so với cần đàn, ngoài ra nó không có bộ phận chỉnh độ cao dây buông như ở đàn nhị của người Kinh hay các loại đàn cung kéo thuộc họ hồ cầm của Trung Quốc.